# Ruth Leuwerik
Ruth Leuwerik (n. 23 aprilie 1924, Essen – d. 12 ianuarie 2016) a fost o actriță germană. A alcătuit împreună cu actorul Dieter Borsche un cunoscut cuplu cineastic.

## Date biografice
Ruth Leuwerik urmează cursul școlii din Essen și Münster, după care lucrează ca stenografă și studiază concomitent dramaturgia. Joacă câteva roluri la teatrul din Paderborn, Münster, iar între anii 1947 - 1949 poate fi văzută jucând la teatrul din Bremen și Lübeck. Între anii 1949 - 1955 joacă teatru în Hamburg și Berlin, aici va juca în câteva piese de teatru antice grecești ca Eurydike. Începând cu anii 1950 apare în filme cinematografice ca "13 unter einem Hut" "Riff-Piraten" (dublaj) sau comedia "Vater braucht eine Frau" (Tatăl are nevoie de o femeie). În 1949 a fost căsătorită pe o perioadă scurtă cu actorul Herbert Fleischmann, iar între anii 1965 - 1967 este căsătorită cu cântărețul Dietrich Fischer-Dieskau. Până la moarte a dus o viață retrasă în München, împreună cu al treilea soț, medicul Heinz Purper.

## Filmografie
- 1950: Dreizehn unter einem Hut
- 1952: Vater braucht eine Frau
- 1952: Die große Versuchung
- 1953: Ein Herz spielt falsch
- 1953: Geliebtes Leben
- 1953: Muß man sich gleich scheiden lassen?
- 1953: Königliche Hoheit
- 1954: Bildnis einer Unbekannten
- 1954: Geliebte Feindin
- 1955: Ludwig II.
- 1955: Rosen im Herbst
- 1956: Die Goldene Brücke
- 1956: Die Trapp-Familie
- 1957: Königin Luise
- 1957: Auf Wiedersehen, Franziska!
- 1957: Immer, wenn der Tag beginnt
- 1958: Die Trapp-Familie in Amerika
- 1958: Dorothea Angermann
- 1958: Taiga
- 1959: Die ideale Frau
- 1959: Ein Tag, der nie zu Ende geht
- 1960: Auf Engel schießt man nicht
- 1960: Liebling der Götter
- 1960: Eine Frau fürs ganze Leben
- 1961: Die Stunde, die du glücklich bist
- 1962: Die Rote
- 1963: Elf Jahre und ein Tag
- 1963: Ein Alibi zerbricht
- 1963: Das Haus in Montevideo
- 1971: Und Jimmy ging zum Regenbogen
- 1977: Unordnung und frühes Leid

## Televiziune
- 1963: Hedda Gabler
- 1965: Ninotschka
- 1970: Das weite Land[8]
- 1974: Der Kommissar – Der Segelbootmord
- 1976: Meine beste Freundin
- 1978: Derrick – Der Hinterhalt
- 1979: Die Buddenbrooks (Mehrteiler)
- 1980: Kaninchen im Hut und andere Geschichten mit Martin Held
- 1983: Derrick – Der Täter schickte Blumen

## Distincții
- 1953: Bambi
- 1954: Filmband in Silber (Banderola de argint)
- 1955: Premiul pentru cel mai bun film al anului - Ludwig II
- 1956: Premiul pentru cel mai bun film al anului - Die Trapp Familie
- 1956: Membră de onoare a academiei de artă din Hamburg
- 1958: Golden Gate Award la Festivalul Internațional al filmului din San Francisco pentru filmul - Taiga